# Швецов, Василий Степанович
Василий Степанович Швецов (род. 5 мая 1954, Минск) — советский и российский футболист и тренер. Мастер спорта СССР международного класса (1976). Победитель молодёжного чемпионата Европы. Известен по выступлениям за минское «Динамо» и московский ЦСКА.
Сын Александр также футболист, внук — хоккеист Никита Коростелёв.

## Биография
Воспитанник минского «Динамо». За минчан дебютировал в 1973 году. Этот сезон складывался для «Динамо» неудачно, команды заняла предпоследнее место и вылетела в первую лигу. В следующем сезоне Василий стал основным игроком команды. После выхода «Динамо» в высшую лигу, в 1975 году, Швецов был приглашён в московский ЦСКА, где сразу же стал одним из основных защитников.
За ЦСКА футболист выступал до 1983, по окончании которого перебрался в ГСВГ, где в 1988 году стал чемпионом Советской Армии.
В 1991 году вернулся в СССР, во вторую команду ЦСКА. В 1993 году играл в кимрском «Спутнике». После снятия клуба с чемпионата завершил карьеру футболиста.
В 2004—2006 годах работал в ФК «Реутов».

## Достижения

### Командные
- Победитель молодёжного чемпионата Европы: 1976.
- Чемпион Советской Армии: 1988.

### Личные
- Мастер спорта СССР международного класса: с 1976.
- В списках 33 лучших футболистов сезона в СССР (2): № 2 (1976), № 3 (1980.